# Walscheid
Walscheid è un comune francese di 1 665 abitanti situato nel dipartimento della Mosella nella regione del Grand Est.
Il suo territorio comunale ospita le sorgenti della Bièvre.

## Società

### Evoluzione demografica
Abitanti censiti